# دهستان رپینا (۱۹۹۱)
دهستان رپینا (به لاتین: Räpina Parish) یک دهستان در استونی است که در شهرستان پولوا واقع شده‌بود.

## خصوصیات
دهستان رپینا ۲۶۵٫۹۳ کیلومترمربع مساحت و ۵٬۵۳۳ نفر جمعیت دارد.